# ليمبي (الكاميرون)
ليمبي (1858- 1982 : رسميا فيكتوريا) هي مدينة ساحلية في النطقة الجنوبية الغربية للكاميرون.
اكتشفت مدينة لبي سنة 1858 علي منحدرات جبل الكاميرون عن طريق البريطاني الفريد ساكير من الجمعية التبشيرية العمدانية. في احصاد عامل 2005، وصل عدد سكانها الي 84 الف و 223 نسمة.

## التاريخ
آكتشفت فيكتوريا عن طريق البريطاني الفريد ساكير من جمعية التبشير العمدانية في لندن في يونيو 1858 .لم تخضع فيكتوريا ولا المناطق المجاورة للاحتلال اللانجليزي نتيجة العاهدة مع الملكة البريطانية في ذلك الوقت. لكن في 7 مايو عام 1886، الانيا وبريطانيا توصلوا لاتفاقية لتستبدال فيكتوريا والمناطق المجاورة للحكم اللاني، في القابل تكون منطقة انهار فوركادو وسانت لوشيا في جنوب افريقيا تحت الحكم البريطاني. وفي يوم 28 مارس 1887، دخلت فيكتوريا والمناطق المجاورة بالفعل تحت الحكم اللانجليزي. في الوقت نفسه اشترى البشرين الشيخي السويسري الأرض من جمعية التبشير العمدانية في عام 1887 .و بذلك عادت فيكتوريا والمناطق المجاورة تحت الحكم البريطاني مره اخري في عام 1915 .في 1982 فيكتوريا سميت باسم احمدو اهيدجو ومنذ ذلك الوقت أصبح اسمها ليمبي.

## اللغة
اللغة الرسمية للمنطقة الجنوبية الغربية هي لغة إنجليزية علي الرغم ان اغلب السكان يتكلمون الفرنسية وذلك نسبة الي القرب من منطقة ديول ولغتها الرسمية هي الفرنسية. نسبة كبيرة من السكان يتكلمون إنجليزي كاميروني بيجي. اللغة الم هي بيمبيا أو ازوبو.

## للاهتمام
تقع لیمبي على خلیج جمیل امام سلسلة جبال كبیرة. الرمال السوداء علي شواطئ لیمبي تجعلھا من اھم المزارات السیاحیة الغربیة في العالم.
الحیاة البریة في لیمبي والحدائق النباتیة من معالمھا البارزة. غادر الالمان تاركین برج بسمارك في محیط لیمبي. وتعد الحیاة اللیلیة في المدینة من أجمل الرحلات السیاحیة. لیمبي ھي موطن لقبائل البكویري وھم السكان الاصلین للبلدة.

## التنقل
كان یوجد بمدینة لیمبي محطة طرفیة 600 مم، مقیاس مزرعة للسكك الحدید من سوبو، قریبة من بلویا من المزارع الافریقیة الغربیة لفیكتوریا.

## الصناعة
في 2008، وصلت مدینة لیمبي لمركز صناعة الاسمنت. تقع في المدینة المركز الرئیسي لشركة سي دي سي
و ھي من أكبر شركات الكامیرون. الفرع الرئیسي في بوتا، لیمبي. لیمبي ھي الوحیدة في الكامیرون التي بھا
حقول البترول سونارا. شركة باندس للانشادات ھي الأكبر علي الإطلاق. لیمبي بھا ایضا میناء بحري غیر
تشغیلي طبیعي. تعتمد لیمبي وباقي الكامیرون وافریقیا الوسطي وتشاد، علي الاستیراد والتصدیر من
خلال میناء دوالا، العاصمة الاقتصادیة للكامیرون. تجزب لیمبي معظم السیاحة في الكامیرون من خلال لحیاة البریة والرمال السوداء والشواطئ الخاصة. بھا بعض الفنادق الصغیرة والكبیرة مثل فندق لوك واتلانتك بیتش وبارك ومیراما وترینیتي وسافوي بالمس وجست ھاوس وھم من اھم الفنادق التي توفر
الرحلات السیاحیة ورجال الأعمال. فندق لوك موجود في مكان جمیل ولھ منظر رائع علي المحیط
الاطلنطي (4 امیال من المحیط) وجبال الكامیرون. وھو من ابرز الفنادق في المنطقة.

## الریاضة
ستاد الكامیرون في لیمبي تحت الإنشاء حالیا وھو ممول عن طریق شركات صینیة والتمویل من بنك اكسیم الصیني.

## مدن شقيقة
- سانت بريوك، فرنسا.
- سانت جونز، أنتيغوا وباربودا.
- سياتل، أمريكا.